# Безпечність харчових продуктів
Безпечність харчови́х проду́ктів (англ. Food safety) — є науковою дисципліною, яка описує обробку, підготовку та зберігання харчових продуктів таким чином, щоб запобігти хворобам харчового походження. Це передбачає низку процедур, яких слід дотримуватися, щоб уникнути потенційно серйозних небезпек для здоров'я.
Європейський Союз визначив безпечність харчових продуктів одним з головних пріоритетів своєї політики. Це основна мета, яку слід завважувати в різних сферах діяльності Спільноти, як-от спільна сільськогосподарська політика, зокрема та її ділянка, що стосується розвитку села; захист природного довкілля, охорона здоров'я, захист споживачів та внутрішній ринок.
Публічні дебати, зініційовані зеленою книгою про головні принципи безпечності харчових продуктів, привели до появи в січні 2000 року відповідної білої книги. Вона стала важливим кроком на шляху до ухвалення нового закону про харчові продукти. В цьому документі Комісія оголосила про розроблення правових рамок, які охоплюватимуть весь харчовий ланцюг — «від лану до столу» — відповідно до глобального, інтегрованого підходу. За цією логікою, безпечність харчових продуктів — це й здоров'я тварин та їхнє харчування, захист тварин та їхній добробут, ветеринарний контроль і піклування про здоров'я рослин, і дотримання санітарних норм за обробки та приготування харчових продуктів. У Білій книзі також наголошується на необхідності діалогу зі споживачами, яких треба слухати, навчати й інформувати.
У лютому 2002 року ухвалено постанову, що заклала підвалини нового законодавства з безпечності харчових продуктів. Вона визначає п'ять основних загальних принципів:
- твердження про нерозривність усіх ланок харчового ланцюга;
- аналіз ризиків як наріжний камінь політики безпечності харчових продуктів;
- відповідальність операторів у цій сфері;
- можливість контролювати продукт на кожній стадії харчового ланцюжка;
- право громадян на точну й достовірну інформацію.

Цією ж постановою засновано Європейське агентство з безпечності харчових продуктів. Його основними завданнями є надання незалежних наукових висновків стосовно безпечності харчових продуктів, збір та аналіз даних про будь-які потенційні або наявні ризики та підтримка постійного діалогу з громадськістю.

## Контроль виробництва
Широко розповсюдженою у світовій практиці моделлю управління безпечністю харчових продуктів є система, яка заснована на принципах HACCP. На основі цих принципів у багатьох країнах світу розроблено відповідні національні стандарти, що містять вимоги до систем безпеки
харчових продуктів. А в країнах Європейського союзу, США та Канаді впровадження систем HACCP є обов'язковим для всіх підприємств харчової промисловості.

## Регулюючі органи

### Європейський Союз
Парламент Європейського Союзу створив законодавчу базу в формі вказівок і правил, багато з яких є обов'язковими для країн-членів і, відповідно, їх мусять включити до національних законодавств окремі країни. Як дуже велика організація, яка існує заради усунення бар'єрів у торгівлі між членам, на виході бачимо швидше бюрократичний підхід 'один розмір підійде всім'. Однак, у питаннях з безпечності харчових продуктів тенденцію помилитися в бік найбільшого захисту для споживача можна розглядати як перевагу. Про стан справ з безпечності харчової продукції парламент ЄС інформує Європейське агентство з безпечності харчових продуктів.

### Канада
У Канаді питаннями регулювання безпечності харчових продуктів, розробленням директив і норм займається Федеральна служба охорони здоров'я Канади (НС), контролем і наглядом за дотриманням вимог стандартів — Канадська інспекція контролю якості харчових продуктів (CFIA).

### Франція
У Франції оцінку ризиків, пов'язаних із харчовими продуктами, здійснює Французьке агентство з безпечності харчових продуктів (AFSSA), а контроль і нагляд — Головне управління з харчових продуктів (DGAL), підпорядковане Міністерству сільського господарства.

### США
В США — це Управління харчових продуктів і ліків (FDA) та Служба інспекції безпечності харчових продуктів (FSIS).

### Україна
В Україні система гарантування безпечності харчових продуктів включає чотири міністерства:
- Міністерство охорони здоров'я,
- Міністерство аграрної політики та продовольства,
- Міністерство економічного розвитку і торгівлі,
- Міністерство екології та природних ресурсів, та сім комітетів і служб:[2]
- Державна санітарно-епідеміологічна служба,
- Державна служба з карантину рослин,
- Державний комітет ветеринарної медицини,
- Державний комітет України з питань технічного регулювання та споживчої політики,
- Державна митна служба,
- Державна екологічна інспекція,
- Національне агентство з акредитації.

Велика кількість органів виконавчої влади що здійснює державний контроль і нагляд на споживчому ринку, призводить до перетинання та дублювання їх функцій.
Відсутність чітких єдиних вимог до інформації (маркування) створює неабиякі труднощі при
здійсненні державного нагляду, зокрема щодо ідентифікації продукції, а застарілі інструменти регулювання підривають експортні можливості України, знижують конкурентноспроможність її сільського господарства та харчової галузі в цілому. Більшість країн у світі не визнають українську систему регулювання безпечності харчових продуктів, оскільки вона все ще не відповідає вимогам СОТ.